# Coupable (film, 2008)
Pour les articles homonymes, voir Coupable.
Pour plus de détails, voir Fiche technique et Distribution.
Coupable est un film de procès français réalisé par Laetitia Masson, sorti en 2008.

## Synopsis
Lucien Lambert est un avocat qui se voit proposer une affaire très importante, assurer la défense de Blanche Grandville, qui est la principale suspecte dans le meurtre de son époux.

## Fiche technique
- Réalisation : Laetitia Masson
- Scénario, adaptation et dialogues : Laetitia Masson
- Photographie : Antoine Héberlé
- Son : Ludovic Escallier
- Décors : Pascale Consigny
- Montage : Aïlo Auguste
- Costumes : Carole Gérard
- Genre : drame
- Durée : 107 minutes
- Date de sortie :
  -  France : 27 février 2008

## Distribution
- Hélène Fillières : Marguerite
- Jérémie Renier : Lucien Lambert
- Amira Casar : Dolorès
- Denis Podalydès : Louis Berger
- Anne Consigny : Blanche Kaplan
- Marc Barbé : Paul Kaplan
- Dinara Droukarova : la jeune femme
- Yasmine Belmadi : Mercier
- Yannick Renier : le frère de Lucien
- Camille de Sablet : la femme du divorce
- Thierry Hancisse : l'homme du divorce